# Диагональное сходство
Диагональное сходство — сходство между собой элементов, находящихся в Периодической системе элементов по диагонали друг от друга, а также соответствующих им простых веществ и соединений. Наиболее ярко выражено в парах литий-магний, бериллий-алюминий, бор-кремний. Элементы в указанных парах (особенно последних двух) схожи между собой гораздо сильнее, чем с соседними элементами в тех же группах. Сходство объясняют близкими отношениями заряд/радиус иона.

## Примеры
Ниже представлены примеры диагонального сходства.

### Li-Mg
| Свойство                              | Na                | Li                     | Mg                     | Be         |
| ------------------------------------- | ----------------- | ---------------------- | ---------------------- | ---------- |
| Отношение радиуса иона к заряду, 1/нм | 10,5              | 16,7                   | 24,4                   | 45,4       |
| Характер гидроксида                   | Сильное основание | Основание средней силы | Основание средней силы | Амфотерный |
| Продукты горения на воздухе           | Пероксид          | Оксид                  | Оксид                  | Оксид      |

### Be-Al
| Свойство                              | Mg                     | Be                                             | Al                                             | B              |
| ------------------------------------- | ---------------------- | ---------------------------------------------- | ---------------------------------------------- | -------------- |
| Отношение радиуса иона к заряду, 1/нм | 24,4                   | 45,4                                           | 41,7                                           | 85,7           |
| Характер гидроксида                   | Основание средней силы | Амфотерный гидроксид                           | Амфотерный гидроксид                           | Слабая кислота |
| Кристаллическая решётка хлоридов      | Ионная                 | Молекулярная (безв.); Ионная (кристаллогидрат) | Молекулярная (безв.); Ионная (кристаллогидрат) | Молекулярная   |
| Структура гидрида                     | Ионное соединение      | Полимер                                        | Полимер                                        | Димер          |

### B-Si
| Свойство                              | Al                        | B                  | Si                 | C                                           |
| ------------------------------------- | ------------------------- | ------------------ | ------------------ | ------------------------------------------- |
| Отношение радиуса иона к заряду, 1/нм | 41,7                      | 85,7               | 61,5               | 137,9                                       |
| Характер гидроксида                   | Амфотерный                | Слабая кислота     | Слабая кислота     | Слабая кислота                              |
| Кристаллическая решётка оксидов       | Атомная                   | Атомная            | Атомная            | Молекулярная                                |
| Поведение гидридов в сухом воздухе    | Загорается при нагревании | Самовоспламеняется | Самовоспламеняется | Загорается при существенном нагревании      |
| Образование фторидных комплексов      | Образует                  | Образует           | Образует           | Не образует                                 |
| Проводимость простого вещества        | Проводник                 | Полупроводник      | Полупроводник      | Изолятор (алмаз) или полупроводник (графит) |